# روند (جزيرة نرويجية)
روندِ هي جزيرة في بلدية هيروي في مقاطعة موره ورومسدال وسط النرويج.
يبلغ عدد سكان الجزيرة 113 شخصًا (اعتبارًا من عام 2015) ، وهي متصلة بجسر روند بجزيرة ريمويا في الجنوب.
تشتهر روند بعدد هائل من الطيور. يقال أن هناك ما يقرب من 500،000 إلى 700،000 طائر بحري يسكن الجزيرة ، معظمهم موجودون في المنحدرات. مركز روند البيئي (بالنرويجية: Runde Miljøsenter) هي محطة أبحاث في جزيرة الطيور.
تقع روندِ على الساحل الغربي للنرويج، بالقرب من البلدات والقرى مثل فوسنافاج و أولشتاينفيك و فولدا و أورستا و أليسوند
تشتهر هذه المنطقة من النرويج بالمضايق الطويلة والجبال شديدة الانحدار المكسوة بالثلوج.

## حياة الطيور
تتم حماية حياة الطيور في روندِ بواسطة محمية جوكسوير ميريس الطبيعية ، وهي جزء من موقع روندِ رامسار. 
| اسم                  | أزواج   |
| -------------------- | ------- |
| البفن الأطلسي        | 100،000 |
| كيتيواكي أسود الأرجل | 50،000  |
| الغلموت المشترك      | 8،000   |
| فولمار               | 5،500   |
| رازوربيل             | 3،000   |
| جانيت الشمالية       | 2،500   |
| انكح المشتركة        | 1،500   |
| سكوا كبيرة           | 50      |
| نسر أبيض الذيل       | 20      |

## تاريخ
على مر السنين، غرقت عدة سفن بالقرب من روند على الساحل النرويجي. ويقال إن بعضها سفن من هولندا وإسبانيا محملة بالذهب والفضة.

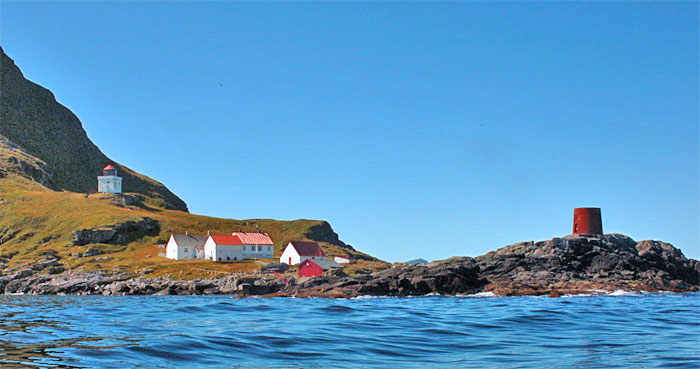
منارة روند

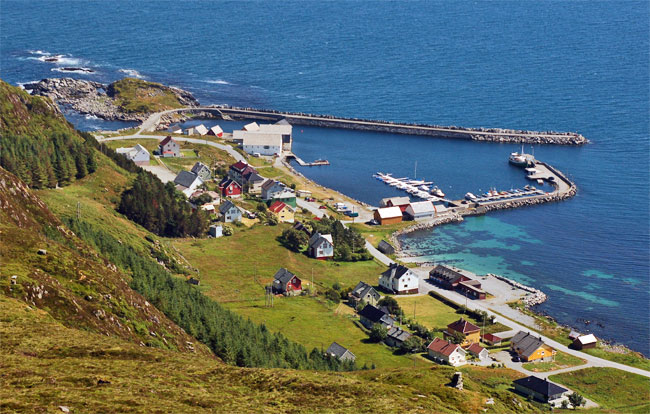
ميناء روند

### حطام سفينة آكيريندام

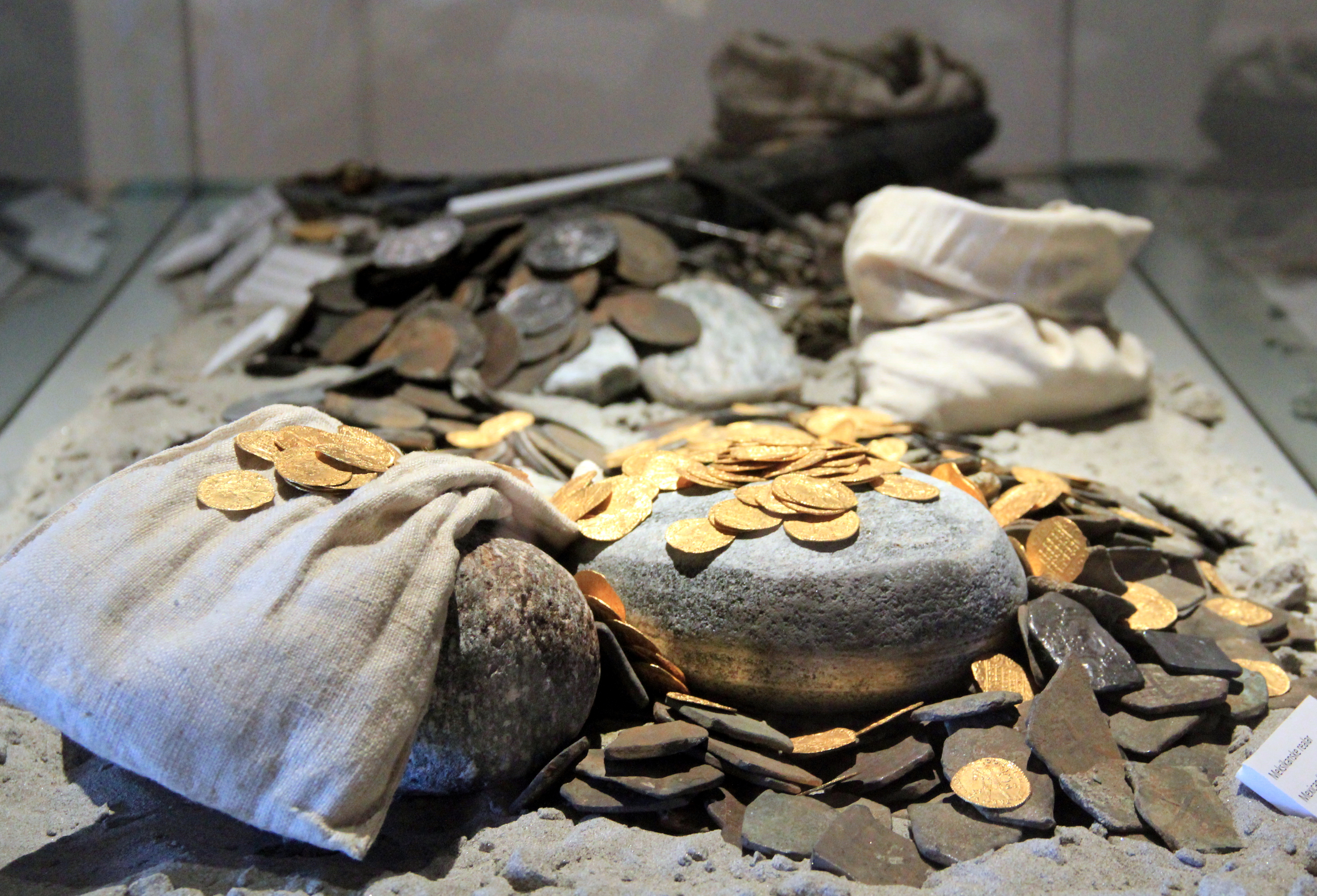
جزء من كنز روند

كانت إحدى السفن الهولندية آكيريندام، وهي عبارة عن سفينة مبنية حديثًا أبحرت من جزيرة تسمى تيسل في هولندا في 19 يناير 1725. كانت السفينة جزءًا من الأسطول التجاري الهولندي المتجه إلى باتافيا (إندونيسيا) محملاً بعملات ذهبية وفضية لاستخدامها في تجارة التوابل في الشرق الأقصى.
علقت السفينة في عاصفة في بحر الشمال واختفت آكيريندام في الشمال. هبطت السفينة على الجانب الشمالي من روند، وفُقد الطاقم بأكمله المكون من 200 فرد في البحر.
بدأ سكان روند في العثور على أجزاء من السفينة التي جرفتها الأمواج على شاطئها، بما في ذلك أفراد الطاقم القتلى.

## مركز روند البيئي
مركز روندِ البيئي هو محطة أبحاث في روندِ بها 4 أنشطة رئيسية: محطة بحرية ، ومنزل ومركز للأعمال الصغيرة العرضية ، ومركز معلومات ، ومركز مؤتمرات / ليلي مع 34 غرفة فندقية قياسية في 8 أجنحة شقق. في عام 2008 ، تم تأسيس مكتب روندِ للسياحة في مركز روندِ البيئي.

## أنظر أيضا
- قائمة جزر النرويج

### الحواشي
1. ↑  . 2015. {{استشهاد ويب}}: الوسيط |title= غير موجود أو فارغ (من ويكي بيانات) (مساعدة) والوسيط |مسار= غير موجود أو فارع (مساعدة)
2. ↑  "Forvaltingsplan for Runde og Grasøyane fuglefredingsområde Goksøyrmyrane naturreservat Herøy og Ulstein kommunar". Fylkesmannen i Møre og Romsdal (بالنرويجية). Molde: 3. 2013.

### فهرس
- Bruijn، J.R.؛ Gaastra، F.S.؛ Schöffer، I (1980). Dutch-Asiatic Shipping In The 17th and 18th Centuries. The Hague: Springer. ISBN:978-90-247-2270-9.
- Rønning، Bjørn R. (1979). Akerendam, The Story of the Runde Treasure. Oslo: Norsk Numismatisk Forlag.
- Wilson، Derek (1981). The World Atlas of Treasure. London: HarperCollins. ISBN:978-0-00-216877-9.
- Muckelroy، Keith (1980). Archaeology under Water. An Atlas of the World's Submerged Sites. New York: Mcgraw-Hill. ISBN:978-0-07-043951-1.

## روابط خارجية
- جزيرة روند (بالألمانية)
- روند ميلجوسنتر نسخة محفوظة 29 يونيو 2007 على موقع واي باك مشين.
- طيور روند 2010
- الطيور في روند - معرض
- Den tause våren i fuglefjellet [الربيع الصامت على جبل الطيور]